# Magdalena Zeger
Magdalena Zeger, född 1491, död 16 januari 1568 i Kolding, var en kalendermakare, astronom och astrolog.